# Tommy Malone
Tom Malone, detto Bones (Hattiesburg, 16 giugno 1947), è un trombonista statunitense.

## Biografia
Famoso per varie apparizioni in incisioni di Frank Zappa, James Brown, Miles Davis e Steve Winwood, oltre che per essere stato membro della Blues Brothers Band, e dell'Orchestra della CBS, Malone inizia la carriera suonando nei club come trombettista mentre ancora frequenta l'università; Rispondendo ad una richiesta di Warren Covington, leader dell'orchestra di Tommy Dorsey, entra nel giro dei professionisti mentre continua comunque la carriera universitaria, che lo porta alla laurea.
Malone suona con Woody Herman (1969), Duke Pearson (1970), Louie Bellson (1971), Doc Severinsen e con i Blood, Sweat & Tears (1973). Nello stesso anno inizia una collaborazione con Gil Evans, che gli lascerà una notevole influenza e porterà alla realizzazione di sette album e numerose tournée mondiali.
Dopo le apparizioni al Saturday Night Live diventa membro della Blues Brothers Band e, nel 1980 è tra i protagonisti del film di Landis con John Belushi e Dan Aykroyd. Nel 1993 Malone si unisce alla CBS Orchestra e suona trombone, tromba, sax e flauto contribuendo ad oltre trecentocinquanta arrangiamenti. Nel maggio 2009 suona a Roma con la nota tribute band romana dei Blues Brothers, i Blues Preachers.

## Filmografia
- L'ultimo valzer (The Last Waltz), regia di Martin Scorsese (1978)
- The Blues Brothers - I fratelli Blues (The Blues Brothers), regia di John Landis (1980)
- Blues Brothers - Il mito continua (Blues Brothers 2000), regia di John Landis (1998)

## Discografia
- The Tom "Bones" Malone Jazz Septet: Standard of living 1991
- Eastern standard time 1993
- Soulbones 1998